# Sympistis sobek
Sympistis sobek là một loài bướm đêm thuộc họ Noctuidae. Nó được tìm thấy ở Oregon.
Sải cánh dài khoảng 34 mm.